# Équipe du Mexique de football américain
L'équipe du Mexique de football américain représente la Fédération du Mexique de football américain lors des compétitions internationales, telle la Coupe du monde de football américain depuis 1999.
Finaliste des deux premières éditions du rendez-vous mondial, les Mexicains, non inscrits, ne seront pas présents à la phase finale de la Coupe du monde en juillet 2007 au Japon. 

## Palmarès
Coupe du monde de football américain
- 1999 :  Médaille d'argent. Battus en finale par le Japon 6-0.
- 2003 :  Médaille d'argent. Battus en finale par le Japon 34-14.
- 2007 : non inscrit
- 2011 : 4e. Battus en finale pour la 3e place par le Japon 17-14.

Coupe du Monde de football de la jeunesse de l'IFAF
- 2009 : La quatrième place dans le tournoi.
- 2012 : non inscrit
- 2014 : 3e. La troisième place dans le tournoi. Médaille d'bronze.

Championnat du monde de football collégial l'FISU
- 2014 : 1er. La première place le tournoi. Médaille d'or.
- 2016 : 1er. La première place le tournoi. Médaille d'or.

## Sources
- Encyclopédie du football américain sur le site warriorsbologna.it